# Велервен
Велервен (нід. Veelerveen, нід. вимова: [ˌveːlərˈveːn]) — село в нідерландській провінції Гронінген. Входить до муніципалітету Вестерволде. Його населення станом на 2017 рік складало 720 осіб.

## Галерея

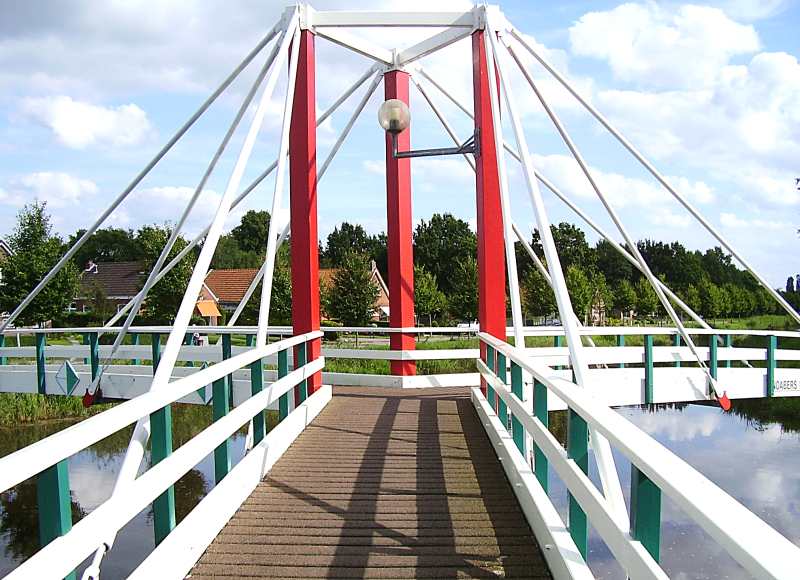
Міст Mercedes
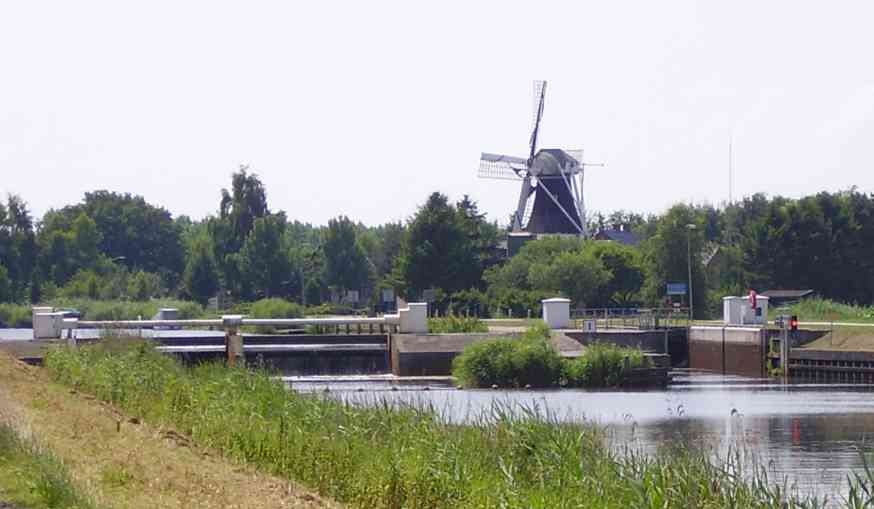
Шлюз на каналі у Велервені